# IFF (Band)
IFF ist eine Rockband aus München. Gründer waren 2002 die Musiker Dieter Sablic und Markus Reiser, beide zuvor bei Heinrich Beats the Drum.
Der Bandname ist keine Abkürzung, hat keine Bedeutung und wurde aufgrund der Kürze gewählt.

## Stil
Die Band, die ihren Stil ursprünglich als „Modern Heavy Rock“ bezeichnete, spielt Songs, die unterschiedlichen Genres zuzuordnen wären, beispielsweise zwischen Metal, Hardrock und Elementen aus dem 1990er-Jahre-Crossover. Seit mehreren Jahren spielt IFF in Muttersprache und kommt hin und wieder auch im Stil der Neuen Deutschen Härte nahe. IFF ist eng mit Alexander Wesselsky befreundet und trat unter anderem als Vorband von Eisbrecher auf.

## Weitere Projekte der Bandmitglieder
Markus Reiser hat darüber hinaus sein Soloprojekt „Marcanus“. Als „MarcIT“ ist er Gründungsmitglied von „D-JAM-BE“. Der Bassist Rosenbaum spielte zuvor bei „Dead Men Walking“, „Caedes“, „Steam'n'Heat“, „Mindcrime“ und anderen Bands. Ted Schneider aka „T.E.D.“ spielte als Schlagzeuger zeitweise bei „Megaherz“, „Bad Hoven“ und „XANDA“.

## Diskografie
- 2004: Insane (Album; Planet Fruit, auch erhältlich über BSC Music)
- 2005: Königin der Nacht (Single und Maxi-Single) featuring Alexander Wesselsky